# Matís (color)

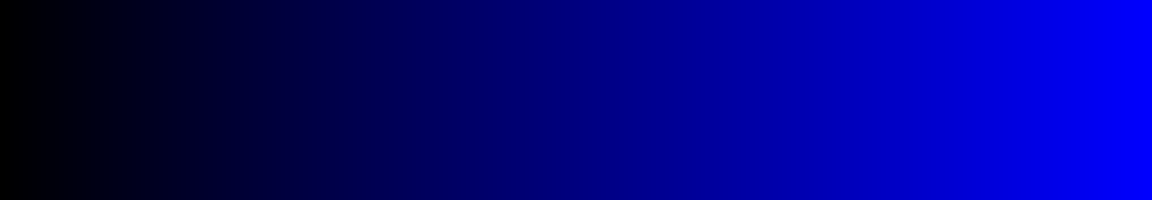
Alguns matisos de blau.

El matís és una de les propietats del color que es refereix als aspectes qualitativament diferents de l'experiència de color que tenen relació amb diferències de longituds d'ona o amb mescles de diferents longituds d'ona.
El matís és la qualitat que diferencia un color d'un altre: permet classificar-lo amb termes com vermell, groc o blau.
Hi ha una alta correlació entre longitud d'ona i matís, tal com apareix a l'arc iris. Aquests colors formen part del grup de colors espectrals, els relacionats amb una longitud d'ona determinada. Mentre que els colors no espectrals serien els no relacionats amb una longitud d'ona determinada (com els porpres i morats). Solament poden obtenir-se mitjançant la mescla de dos o més llums monocromàtiques.
Els colors cromàtics són els colors tant espectrals com no espectrals, però té importància per entendre'n el matís, mentre que en els colors acromàtics, la seva visualització o percepció s'entén millor en relació en referir-nos a la dimensió de claredat que a la del matís (blanc, gris i negre).

Una ampliació de la roda de colors: el color de l'esfera. Els colors més propers al centre o els pols són més acromàtics. Els colors de la mateixa lluminositat i saturació són del mateix matís. Els colors del mateix matís i saturació, però de diferent brillantor, es diuen matisos. Els colors del mateix matís i lluminositat, però de diferent saturació, s'anomenen tons.